# Аксьоново (Грязовецький район)
Аксьо́ново (рос. Аксёново) — присілок у складі Грязовецького району Вологодської області, Росія. Входить до складу Вохтозького міського поселення.

## Населення
Населення — 104 особи (2010; 122 у 2002).
Національний склад (станом на 2002 рік):
- росіяни — 99 %